# 重力
重力（じゅうりょく、英: gravity）とは、主にものを地球などの中心に向かって引き付ける力を指す。
より詳しくは以下の概念のいずれかを指して用いられる。
- 地球上で物体が地面に近寄っていく現象や、それを引き起こすとされる「力」[1]。人々が日々、物を持った時に感じているいわゆる「重さ」を作り出す原因となる力。
- 物体が他の物体に引きよせられる現象。および（その現象は《力》が引き起こしていると見なす場合の）その「力」。
- その物体の質量によって生じる時空が他の物体を引き寄せる作用。

重力に関する言葉は、英語の gravity の頭文字を取って G と略されることがある。たとえば、物理学の文献においては慣習的に、天体の表面重力を小文字の g、万有引力定数を大文字の G を用いて表す。
日本語の「重力」は、オランダ語の zwaartekracht を「zwaarte（重さ）」と「kracht（力）」に分けて意訳されたものである。また、重力の働く場所が一点に集中したと考えたとき、それは重心である。

## 概説
重力という表現は、宇宙論などの領域では万有引力と同一として扱われることがある。
地球上のことについて論じている場合は、地球上の物体に対して働く地球の万有引力と地球自転による遠心力との合力を指している。また、人工衛星のように、地球の自転とは無関係な物体の運動について論じている場合は、遠心力の成分は除いて扱うことになる。
地球上で質量が 1 kg の物体に作用する重力の強さは、約 9.8 N でほぼ一定である。だが、精密に調べてみると重力の度合いは地球上の場所により、あるいは時間によっても変化している。
加速度の単位は国際単位系においてはメートル毎秒毎秒 (m/s2) であるが、日本の計量法は特殊の計量である「重力加速度又は地震に係る振動加速度の計量」に限定して、CGS単位系における加速度の単位である「ガル (Gal)」および 10-3 (1000分の1) のミリガル (mGal)の使用を認めている。1 Gal = 0.01 m/s2 =　0.01N　= 1 cm/s2 である。

## 歴史
重力や重さに関する議論は、古代ギリシャ初期の段階から行われていた形跡があるという。
影響力の大きかった人物はアリストテレスである。彼は『自然学』を著し、物の運動等についても体系的に論じた。彼の宇宙観では、天界と地上はまったく別世界であり、天体はエーテルでできていて、地上の物体は四大元素でできていると見なした。そして《重さ》と《軽さ》というのは、地上界にある物体に特有の一対の内在的な性質だと見なした。古代ギリシャでは、コスモス（世界・宇宙）の中心に地球があると考えられていたので、アリストテレスもそう考えていた（地球中心説）。アリストテレスにとって、物の落下するということはコスモスの中心へ接近することであり、上昇するということはコスモスの中心から離れてゆくことを意味した。《火元素》を含むものが《軽さ》を内在しており、地中から離れ天へと向かいたがり、石などには《土元素》が含まれており、《土元素》はコスモスの中心に帰りたがる性質を持っているのだ、とした。その《土元素》をより多く含んでいるものが、より大きな《重さ》を内在している、とした。またその速さについては、《土元素》を多く含むものが速く落ちる、とした。

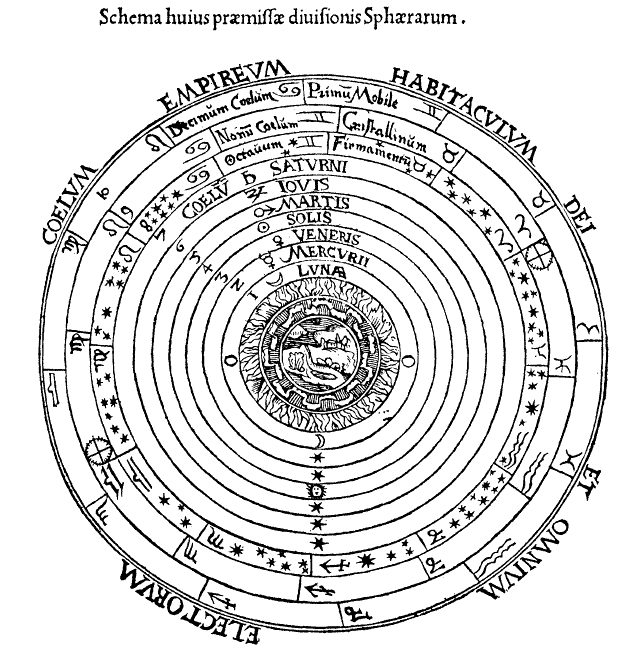
ペトルス・アピアヌス（Petrus Apianus）のCosmographia (アントワープ、 1539年刊)に描かれた中世のコスモス像。アリストテレスの宇宙観の延長上にある。

ヨーロッパ中世の人々は、以下のように考えていた。
（太陽中心説というのは一応アリスタルコスも唱えていたとされるが）16世紀にヨーロッパでニコラウス・コペルニクス (1473 - 1543)によって太陽中心説が唱えられると、（それがすぐに受け入れられたわけではないが）もしこれを受け入れた場合、アリストテレス的な《重さ》《軽さ》の概念は根底から考え直さざるを得ない、ということになった。
コペルニクスは、重力というのは、各天体の部分部分が球形になりたがり一体化しようとする自然的な欲求だ、とした。一方《軽さ》というのは、重さの少ない物体が持つ“偶有的性質”だとされた。
フランスのデカルト (1596 – 1650年)は、著書において渦動説を展開し重力を説明した。世界にはエーテルが満ちており、ちょうど渦に木切れが吸い寄せられるように、エーテルに渦が起きるとその渦の中心に物体は引き寄せられる、こうして物体は地球に引き寄せられる、と説明した。
ドイツのケプラー (1571 – 1630年)は、重力というのは似たもの同士が引き合う力（引力）であり、この引力は潮の満ち引きという（月の変化の周期と連動する）現象から推察するに、地球と月との間にも作用している、と見なした。
ガリレオ・ガリレイ（ユリウス暦1564年 – グレゴリオ暦1642年）は重さと落下の速さとは無関係であることを実験で見出した。
オランダのホイヘンス (1629 – 1695年)は1669年から1690年にかけてデカルトの渦動説を検討し精密化した。ライプニッツも渦動説の流れを汲んだ理解をしていた。
アイザック・ニュートン (1642 - 1727)は、天体の運動も地上の物体の運動もひとつの原理で説明できる、とする説（万有引力）を『自然哲学の数学的諸原理』で発表した。天界と地上の区別がとりはらわれており、宇宙全域の物体の運動を同一の原理で説明しており、地上のgravityというのも万有引力の一つの現れとされている。
また（上でも述べた）ホイヘンスは、遠心力の公式を発見した。地球の自転はすでに明らかになっていたので、重力は万有引力そのものではなく、万有引力と地球の自転による遠心力との合力だということになった。
エルンスト・マッハ (1838 - 1916)は、「慣性力は宇宙の全質量の作用として考えなければならない」とした。例えば、回転するバケツの水面をへこませる慣性力についてマッハは、「慣性力はバケツが絶対空間に対してまわったから発生したのではなく、宇宙の物質が回転するバケツに、ある作用を及ぼした結果、発生した」と考え、「バケツがまわることと、バケツを止めて宇宙をバケツのまわりに逆回転させることは同等である」とした（マッハの原理）。

### 20世紀以降の物理学
マッハの原理は、アルベルト・アインシュタインの一般相対性理論により体系化された。一般相対性理論によれば、万有引力も慣性の力も等価（等価原理）であり、共に、時空の歪みによる測地線の変化である。ただ、万有引力と慣性の力とでは歪みの原因が異なるにすぎない。
アインシュタイン方程式からは、時空の歪みの源は質量ではなく、エネルギーと運動量からなるエネルギー・運動量テンソルで決まることがわかる。つまり、質量（エネルギーに比例）だけでなく運動量も時空を歪め、重力を生む。質量は引力を生むのに対し、運動量が生む重力は、引力でも斥力でもない慣性系の引きずりという形を取る。慣性系の引きずりは自転するブラックホールであるカー・ブラックホールで顕著である。
素粒子物理学では、一般相対性理論での重力を量子化し、量子重力理論にしようとする試み（量子化された重力は重力子と名づけられている）や、重力は自然界に働く4つの力の他の力である電磁気力、弱い力、強い力との統合が試みられている。

## 地球表面の重力値の相違と重力加速度
概説で述べたように、同じ地球上でも場所によって重力の大きさ（重力値）は異なり、向きも異なる（重力の向きは、一般に遠心力の影響で地球の中心からずれている。地球の中心からどの程度ずれているかは、おもに緯度によって決まる）。
地表面に存在する物体にはたらく地球の重力は、地球を構成する無数の質点がそれぞれ物体を引く微小な力（これらの力の大きさは距離の2乗に反比例して小さくなる）の合力に、さらに自転による遠心力を合成したものである。ところが、地表面のある地点から見たときの地球表面および地球内部の物質分布（密度分布）は必ずしも同一ではなく、場所によって少しずつ異なる。これに加えて、地球は完全な球体ではなく（回転楕円体で地表面には凹凸がある）、遠心力の大きさも緯度により異なる。したがって、上記のような力の合成の結果として生ずる重力の大きさや向きは、当然ながら場所によって異なる。
まとめると、重力に影響を与える要因として、主に次の５点があげられる。
- 地球の内部構造が一様ではないこと[2]
- 地球が完全な球形ではなく、回転楕円体のような形状をしていること[2]
- 測定点の標高が場所ごとに異なっていること[2]
- 周囲の地形の影響が場所により異なっていること[2]
- 自転による遠心力が緯度により異なっていること[2]

高度が増加するとゆるやかに重力値が減少してゆくわけであるが、その減少の度合いというのは地表付近では 1 m あたり 0.3086 mGal（ミリガル）程度である。ただしこれも場所により1割程度の変動はある。
2番目の「地形の影響」というのは、険しい巨大な山岳などのふもとでは、山が上向きの引力（万有引力）を及ぼしていることなどを意味しており、山岳地帯ではこうした影響は数十 mGal に達する。
5番目の地球の内部構造（地下構造）に起因する重力値の過大や過小を重力異常と言う。
単に重力加速度といった場合は、地球表面の重力加速度を意味することが多い。重力加速度の大きさは、緯度や標高、さらに厳密に言えば場所によって異なる。
ジオイド上（標高0）の重力加速度は、赤道上では 9.7799 m/s2と最も小さくなり、北極、南極の極地では 9.83 m/s2と最も大きくなる。赤道と極地との差の主な理由は自転による遠心力であるが、自転以外にも地殻の岩盤の厚さ、種類、地球中心からの距離などによる影響も若干受ける。このため、重力を精密に測定し、標準的な重力と比較することで地殻の構造を推定することができる。測定手法には絶対重力測定と相対重力測定があり、日本では国土地理院が日本重力基準網として基準重力点を設定している。
国際度量衡会議では、定数として使える標準重力加速度の値を g = 9.80665 m/s2と定義している。

## 地球の中心における重力
前節で述べたように、重力は、地球を構成する質点が物体を引く力の合力であるから（地球の中心での重力を考える場合は遠心力は無視してよい）、仮に地球が完全な球体であって、内部の物質分布も地球の中心に対して対称であれば、地球の中心では全方向から同じ大きさの力で外側に向かって引かれる状態になるので、すべての力が互いに打ち消し合って、重力は０になる。

## ニュートン力学

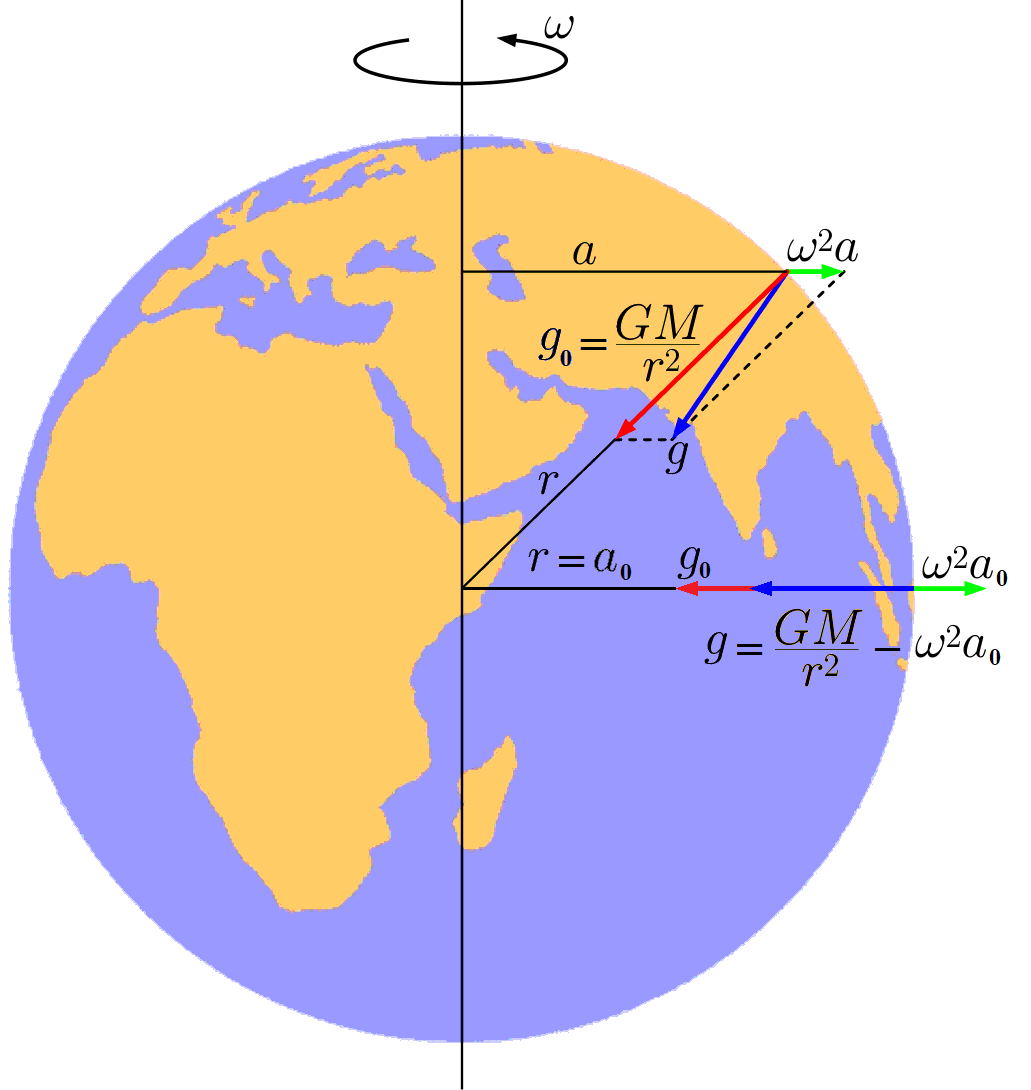
地球における、重力のイメージ

前述のように、地球上での物体の運動を扱う場合は、
他の質量から受ける万有引力（以下「引力」）と地球自転による遠心力との合力を「重力」と言うことがある。
地球の自転と共に動く回転座標系で物体の運動を記述するならば、
物体は地軸に対して垂直に下記の遠心力（慣性力の一種）を受けると考えることができる。
遠心力 = (質量)×(地軸までの距離)×(角速度)2
引力は、地球が球対称ではないため厳密にではないが、ほぼ地球の中心方向に向かう。

それに対し重力は、遠心力が加わるため、地球の中心方向からやや赤道寄りに（北半球なら南寄りに）ずれ、大きさはやや小さくなる。

一方、天文学や宇宙開発では、宇宙空間のことは適当な慣性座標系（慣性系）で考えることが多い。この場合、慣性力は存在せず、重力という言葉を万有引力と同じ意味で使うことになる。たとえば人工衛星の運動を慣性座標系で説明すると、「重力（= 引力）が向心力となって回転運動をしている」となる。
同じ状況を人工衛星と共に動く座標系で考えれば、引力と遠心力（慣性力）が釣り合っており、その合力はほぼゼロとなる。これを無重力状態または無重量状態と言うことがある。

これを無重力と言うのは一般相対性理論の等価原理に似た考え方ともいえる。

## 相対性理論による重力
一般相対性理論は、外力（たいていの場合は電磁気力）にって加速されるときに感じる重力と万有引力によって生じる重力は区別できないものとする 等価原理 を基礎としている。
一般相対性理論の立場からは、重力場は時空の歪みそのものと解釈される。より厳密には、その曲率によって重力値を示す四次元時空多様体が定義される。

## 主要な天体の重力加速度
地球での重力加速度を 1 とした場合の、太陽系内の各天体表面での重力加速度の大きさは以下の通り。
| 太陽   | 27.9  |
| 水星   | 0.376 |
| 金星   | 0.903 |
| 地球   | 1     |
| 月     | 0.165 |
| 火星   | 0.38  |
| 木星   | 2.34  |
| 土星   | 1.16  |
| 天王星 | 1.15  |
| 海王星 | 1.19  |

注 : 気体が大部分を占める木星型惑星については、大気の最上層部を「表面」とした。

## 人工重力
遠心力や加速を利用して人工重力が作られる。長時間無重力状態にいると骨の中のカルシウムが減るので惑星間飛行や長期間の宇宙空間への滞在時には使用が想定される。